# كولن غارلاند
كولن غارلاند (بالإنجليزية: Colin Garland)‏ هو لاعب كرة قدم أسترالية أسترالي، ولد في 28 أبريل 1988 في تاسمانيا في أستراليا.

## وصلات خارجية
- كولن غارلاند على موقع AustralianFootball.com (الإنجليزية)
- كولن غارلاند على موقع AFLtables.com (الإنجليزية)